# Внутренние Гебридские острова
Вну́тренние Гебри́дские острова́ (англ. Inner Hebrides, гэльск. Na h-Eileanan a-staigh) — архипелаг у западного побережья Великобритании. Является восточной частью Гебридских островов. Административно расположены на территории двух шотландских округов Хайленд и Аргайл-энд-Бьют.

## География
Архипелаг состоит из 36 обитаемых и 43 необитаемых островов, площадью более 30 га. Крупнейший остров — Скай. Общая площадь Внутренних Гебрид — 4158 км2, население — 18 947 человек (2011).
На Внутренних Гебридских островах распространено меньше видов животных, чем на соседнем острове Великобритания, тем не менее, некоторые из гебридских птиц практически не встречаются в Англии (орлан-белохвост, обыкновенный чистик, клушица). Водятся тюлени — обыкновенный и длинномордый.

## История
Люди появились на архипелаге в эпоху неолита. В Средние века его территория принадлежала королевству Дал Риада, а затем — королевству Островов. По Пертскому договору Внутренние Гебридские острова перешли к Шотландии, а в 1707 году они стали частью королевства Великобритания.

## Экономика
Нынешние их обитатели занимаются фермерством, рыбной ловлей, производством виски. Развивается туристическая отрасль. Так, посещение островов вдохновило Мендельсона на создание «Фингаловой пещеры».